# 余志榮
余志榮（英語：Admond Yue Chee Wing），前任香港九龍城區議會鶴園海逸區議員（2016－2019年），九龍海逸皇宮大酒樓股東，西九新動力及九社聯成員，於2015年區議會選舉擊敗時任區議員蕭婉嫦，四年後被民主黨成員郭天立擊敗。

## 參與2015年香港區議會選舉
於2015年香港區議會選舉，余志榮報稱獨立，但選舉期間，他被揭與九龍城選區其他六名候選人的政綱一樣，及後立法會議員兼西九新動力主席梁美芬承認，七人中大部分（包括余志榮本人）為西九新動力成員。
最終，余擊敗另外兩名候選人，包括前社民連黨員楊繼昌(950票)及民建聯區議員蕭婉嫦(1,139票)。

## 區議員生涯
余志榮當選後，參與多個委員會的工作，包括任社區建設及社會服務委員會副主席、文娛康樂及地區設施管理委員會委員、交通及運輸事務委員會委員等。

### 2016年6月和海逸豪園業委會衝突
於2016年6月，余志榮區議員辦事處開幕，海逸豪園業委會關注組前往抗議，指余上任主席後，增加屋苑管理費及發律師信警告關注事件的業主，抗議人士一度與在場職員及保安發生衝突。

### 酒樓股東和區議員身份涉衝突
於2019年10月，蘋果日報於公司註冊處進行查冊，余志榮被發現為九龍海逸皇宮大酒樓第二大股東股東，手持1／4股份。他本身是九龍城區議會轄下九龍城區節日慶祝活動籌劃工作小組成員，九龍海逸皇宮大酒樓連續多年成為九龍城區議會國慶晚宴場地，不過余志榮一直未有明確向與海逸皇宮的利益關係。

### 2019年香港區議會選舉
民主黨郭天立以約400票之差擊敗競逐連任的余志榮。

## 馬主生涯
余志榮自2000-2001馬季開始在香港賽馬會成為馬主，個人名下賽駒大部分以「億銘」、「莎朗」兩字起名，包括「億銘之駒」、「莎朗之駒」、「億銘之寶」、「莎朗之寶」、「生生不息」、「天蓬戰駒」。

## 資料來源
1. 1 2 3 4  香港01記者. . 香港01. 2016-06-30  [2019-12-27]. （原始内容存档于2019-12-27） （中文（香港））.
2. ↑  鍾欣諺. . Apple Daily 蘋果日報. 2019-10-20  [2019-12-27]. （原始内容存档于2019-12-27） （中文）.

| 前任： 蕭婉嫦 | 九龍城區議會鶴園海逸選區 2016年—2019年 | 繼任： 郭天立 |